# Ray Monk
Ray Monk FRSL (nascido em 15 de fevereiro de 1957) é um biógrafo britânico conhecido por suas biografias de Ludwig Wittgenstein, Bertrand Russell e J. Robert Oppenheimer. Ele é professor emérito de filosofia na Universidade de Southampton, onde lecionou em várias funções de 1992 a 2018.

## Biografia
Monk formou-se com mestrado em filosofia pela Universidade de York em 1979. Mais tarde, ele obteve um MLitt da Universidade de Oxford.

Desde 2012, ele ocasionalmente escreve para o New Statesman, contribuindo com artigos sobre filósofos e veganismo. Em 2015 foi eleito Fellow da Royal Society of Literature.

## Obras
- Ludwig Wittgenstein: O dever do gênio . Londres: Vintage, 1991.
- Bertrand Russell: O Espírito da Solidão 1872–1921 . Londres: Vintage, 1996.
- Russel . Londres: Weidenfeld & Nicolson, 1997.
- Bertrand Russell: O Fantasma da Loucura 1921–1970 . Londres: Vintage, 2001.
- Como Ler Wittgenstein . Londres: Granta, 2005.
- Dentro do Centro: A Vida de J. Robert Oppenheimer . Londres: Jonathan Cape, 2012; Robert Oppenheimer: Uma vida dentro do centro . Nova York: Doubleday, 2013.
- "Ludwig Wittgenstein: A Sketch of His Life" (capítulo em A Companion to Wittgenstein, editado por Hans-Johann Glock e John Hyman. Wiley-Blackwell, 2017)